# La Ciutat del Perdó
La Ciutat del Perdó és un article de Joan Maragall escrit el 1909 amb motiu dels fets de la Setmana Tràgica a Barcelona.

Maragall demanava el perdó de Francesc Ferrer i Guàrdia (1859-1909), que havia estat detingut i estava a punt de ser afusellat pels fets de la Setmana Tràgica. Al mateix temps, denunciava la greu responsabilitat que pertocava a la burgesia catalana en els aquests fets de juliol de 1909. Apel·lava a les consciències dels lectors als que anava dirigit amb paraules molt dures: 
| « | "¿Com vos podeu estar axís tranquils a casa vostra i en el vostres quefers sabent que un dia, al bon solet del dematí, allà dalt de Montjuich, treuràn del castell un home lligat y el passaràn per davant del cel y del mon y del mar, y del port que trafiqueja y de la ciutat que s'aixeca indiferent, y poch a poch, ben poch a poch, perquè no s'hagi d'esperar, el portarà a un recó del fosso, y allí, quan toqui l'hora, aquell home, aquella obra magna de Deu en cos i ànima, viu, en totes ses potencies y sentits, ab aquest mateix afany de vida que teniu vosaltres, s'ajenollarà de cara al mur, y li ficaràn quatre bales al cap, y ell farà un salt y caurà mort com un conill?". | » |

Maragall en aquell moment no estava treballant regularment en cap diari i va mirar que li publiquessin a la Veu de Catalunya, el diari de la burgesia, i del qual Enric Prat de la Riba (1870-1917) n'era el director. Un acord de Prat de la Riba amb el govern d'Antonio Maura va impedir la seva publicació.